# Dioskurides von Samos

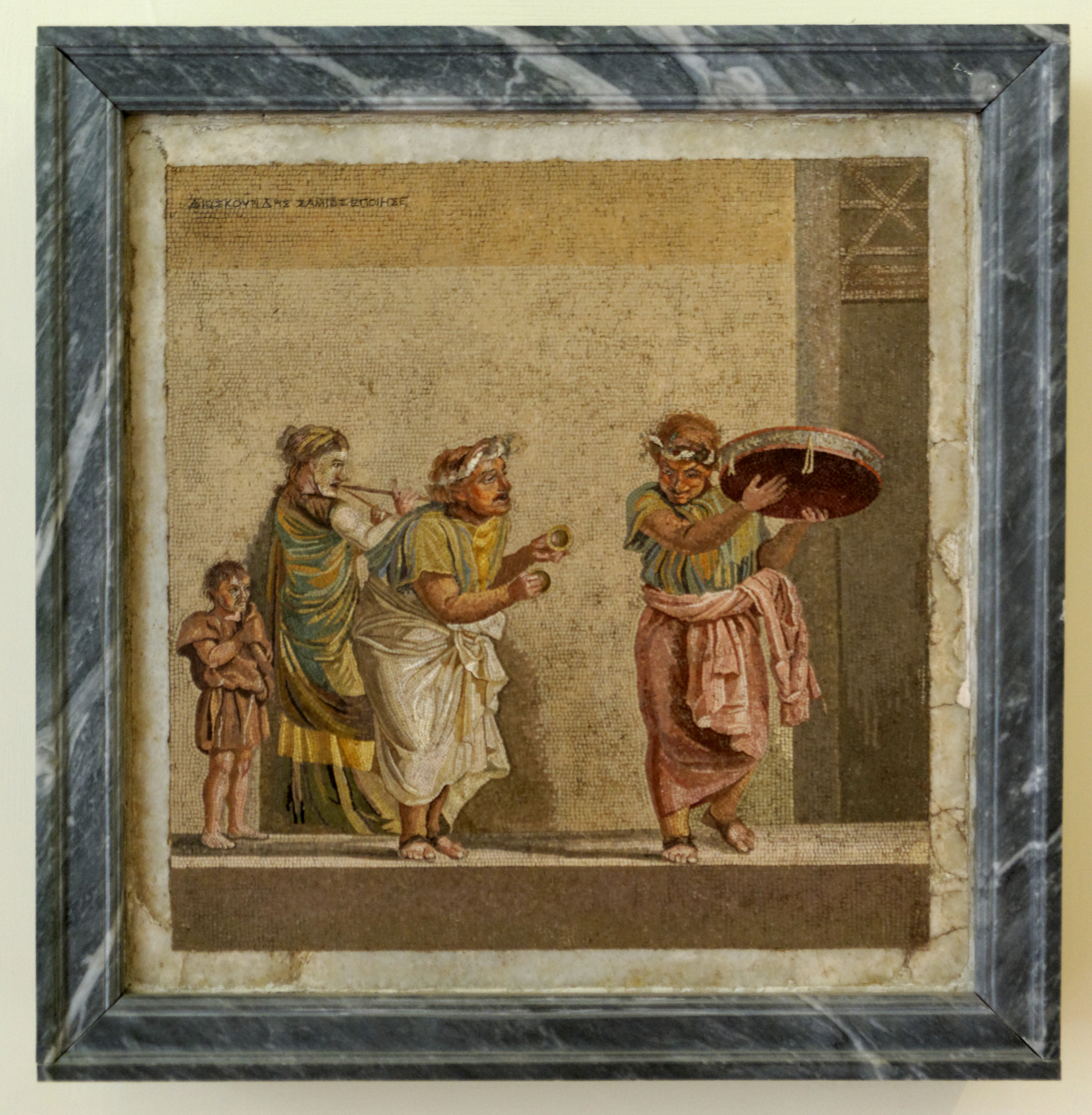
Musiker-Mosaik

Dioskurides von Samos (altgriechisch Διοσκουρίδης ὁ Σάμιος) war ein antiker griechischer Mosaizist. Wahrscheinlich war er um das Jahr 100 v. Chr. aktiv. Er war der Schöpfer zweier Mosaiken, die zu den besten späthellenistischen Mosaiken gerechnet werden.

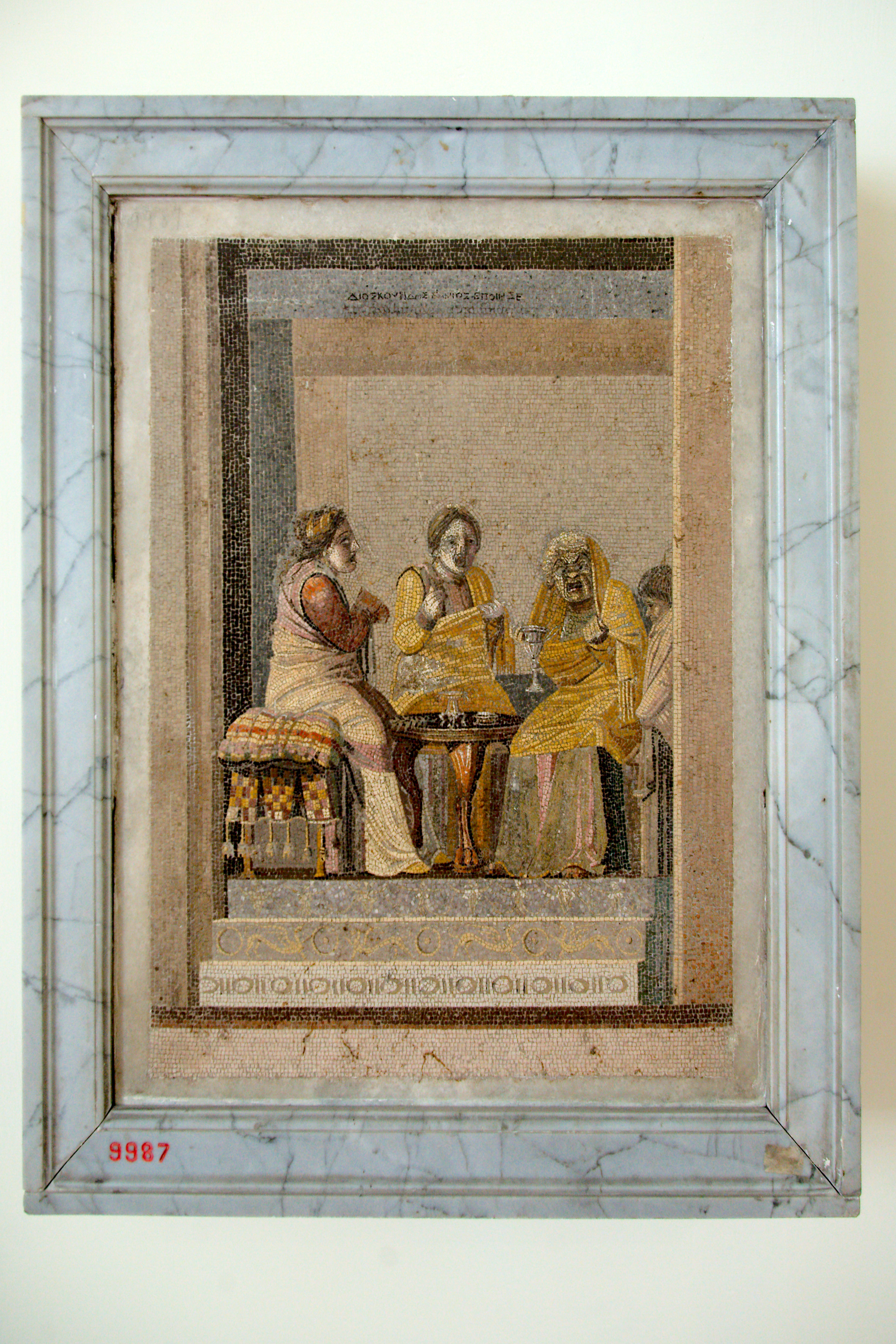
Die Frauen bei der Zauberin

Außer dem Namen kennt man keine weiteren Lebensdetails von Dioskurides. Er ist heute aufgrund zweier Mosaiken bekannt, die seine Signatur tragen: altgriechisch ΔΙΟΣΚΟΥΡΙΔΗΣ ΣΑΜΙΟΣ ΕΠΟΙΗΣΕ („Dioskurides von Samos hat es gemacht“). Sie wurden bei Ausgrabungen im Jahr 1763 bei Pompeji im später als Villa des Cicero bezeichneten Haus gefunden und befinden sich heute im Archäologischen Nationalmuseum Neapel. Beide fensterartige Bildmosaiken (Emblema) sind aus opus vermiculatum gefertigt; die einzelnen Steine (Tessera) haben einen durchschnittliche Größe von ein bis zweieinhalb Millimeter und sind damit sehr klein, was eine sehr genaue und detailreiche Bildgestaltung möglich machte. Beide Mosaiken zeigten Szenen aus Komödien. Dank zweier fast identischer Bilder auf dem Bodenbelag des Hauses des Menander in Mytilene auf Lesbos, die in Beischriften die Figuren bezeichnen, ist klar, dass die Handlungen beider Bilder aus Komödien des Menander entnommen wurden.
Das erste Emblema zeigt eine Szene aus der Komödie Theophoroumene („Die Besessene“), von der heute nur noch der Titel bekannt ist. Zu sehen ist offenbar ein musikalisches Zwischenspiel aus der Komödienaufführung: zwei Tänzer –  einer mit Zimbeln, einer mit Tamburin – werden von einer Flötenspielerin unterstützt, neben der ein Kleinwüchsiger oder ein Jüngling steht. Alle Figuren tragen die im antiken Theater üblichen Masken. Die zweite Szene stammt aus den Synaristosai („Frauen beim Mittag“), von denen ebenfalls nur der Titel erhalten ist. Hier sitzt eine alte Frau mit zwei jungen Frauen an einem Tisch, auf dem ein Lorbeerkranz und Weihrauch liegen. Die ältere Frau (Mitte rechts) scheint einen Zauber vorzubereiten, wobei sie heftig gestikuliert. Die eine der beiden jungen Frauen (Mitte links) hat die Hände geballt, die Frau links ringt ihre vor Verzweiflung. Ganz rechts steht eine junge Dienerin bescheiden im Hintergrund. Auch hier tragen alle Darstellerinnen Theatermasken.
In der Forschung wird meist davon ausgegangen, dass Dioskurides nach Vorlagen aus Musterbüchern oder Vorbildern aus der Wandmalerei des wohl späten 3. Jahrhunderts v. Chr. gearbeitet hat. Eine Minderheit, unter ihnen Rainer Vollkommer, ist der Auffassung, dass aufgrund der überaus qualitätvollen Arbeit zumindest die Möglichkeit besteht, Dioskurides habe als herausragender Künstler die Szenen selbst gestaltet. Gegen diese Meinung stehen etwa Andreas Rumpf oder Christoph Höcker, die zudem auf weitere Reproduktionen der Szenen in der Wandmalerei und der Koroplastik verweisen. Eine weitere Forschermeinung wird etwa von Michael Grant vertreten, der die Möglichkeit sieht, Dioskurides könne der Maler der Vorlagen gewesen sein. Die Schrift der Signatur weist auf eine Herstellung im frühen ersten Jahrhundert v. Chr. Die Mosaiken sind auf Marmorplatten aufgelegt und somit schon in der Antike speziell als Einlage für einen Hausboden gearbeitet worden. Es muss unklar bleiben, ob Dioskurides sie vor Ort in Pompeji geschaffen hat oder aber anderswo, etwa auf Samos, von wo sie dann verhandelt wurden. In letzterem Fall müsste ebenso offen bleiben, ob es sich um Auftragsarbeiten oder um den Erwerb zufällig vorhandener Mosaiken handelte.
Beide Mosaiken gehören zu den bekanntesten Bildern aus dem Einzugsbereich der antiken Stadt Pompeji. Seit ihrer Auffindung haben sie eine überaus große und mannigfaltige Rezeption erfahren. Schon Johann Joachim Winckelmann berichtet über sie in seinen Sendschreiben von den Herculanischen Entdeckungen.